# 에드워드 페러스
에드워드 페러스(영어: Edward Ferrars)는 제인 오스틴의 소설 《이성과 감성》의 등장인물이다. 수줍음 많은 귀족으로 엘리너 대시우드와 사랑을 이룬다.
1995년작 영화 《센스 앤 센서빌리티》에서는 휴 그랜트가 연기했다. 2008년작 미니시리즈 《이성과 감성》에서는 댄 스티븐스가 연기했다.

## 담당 배우

### 영화
- 센스 앤 센서빌리티(1995) - 휴 그랜트
- 프롬 프라다 투 나다(2003) - 니컬러스 다고스토(에드워드 페리스)

### TV 드라마
- 이성과 감성(1981) - 보스코 호건
- 이성과 감성(2008) - 댄 스티븐스